# Большой Луг (Нижегородская область)
Большо́й Луг — деревня в Вачском районе Нижегородской области. Входит в состав Казаковского сельсовета.

## География
Деревня находится на расстоянии 10 км к югу от рабочего посёлка Вача, административного центра района.

### Часовой пояс
Деревня Большой Луг, как и вся Нижегородская область, находится в часовой зоне МСК (московское время). Смещение применяемого времени относительно UTC составляет +3:00.

## Население
| 1999 | 2002 | 2010 |
| ---- | ---- | ---- |
| 5    | →5   | ↘0   |